# Christa Biederbick

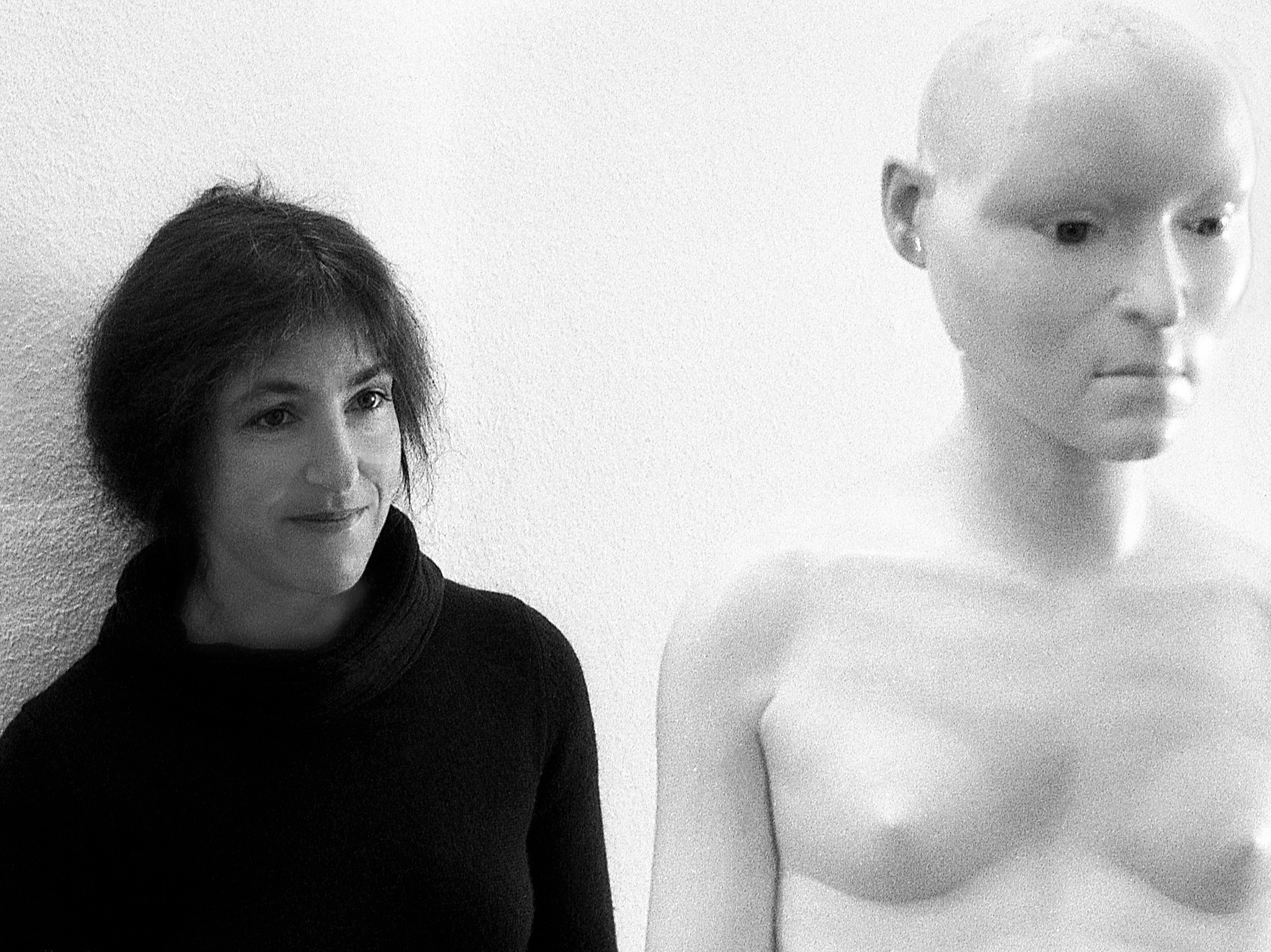
Christa Biederbick (1974)

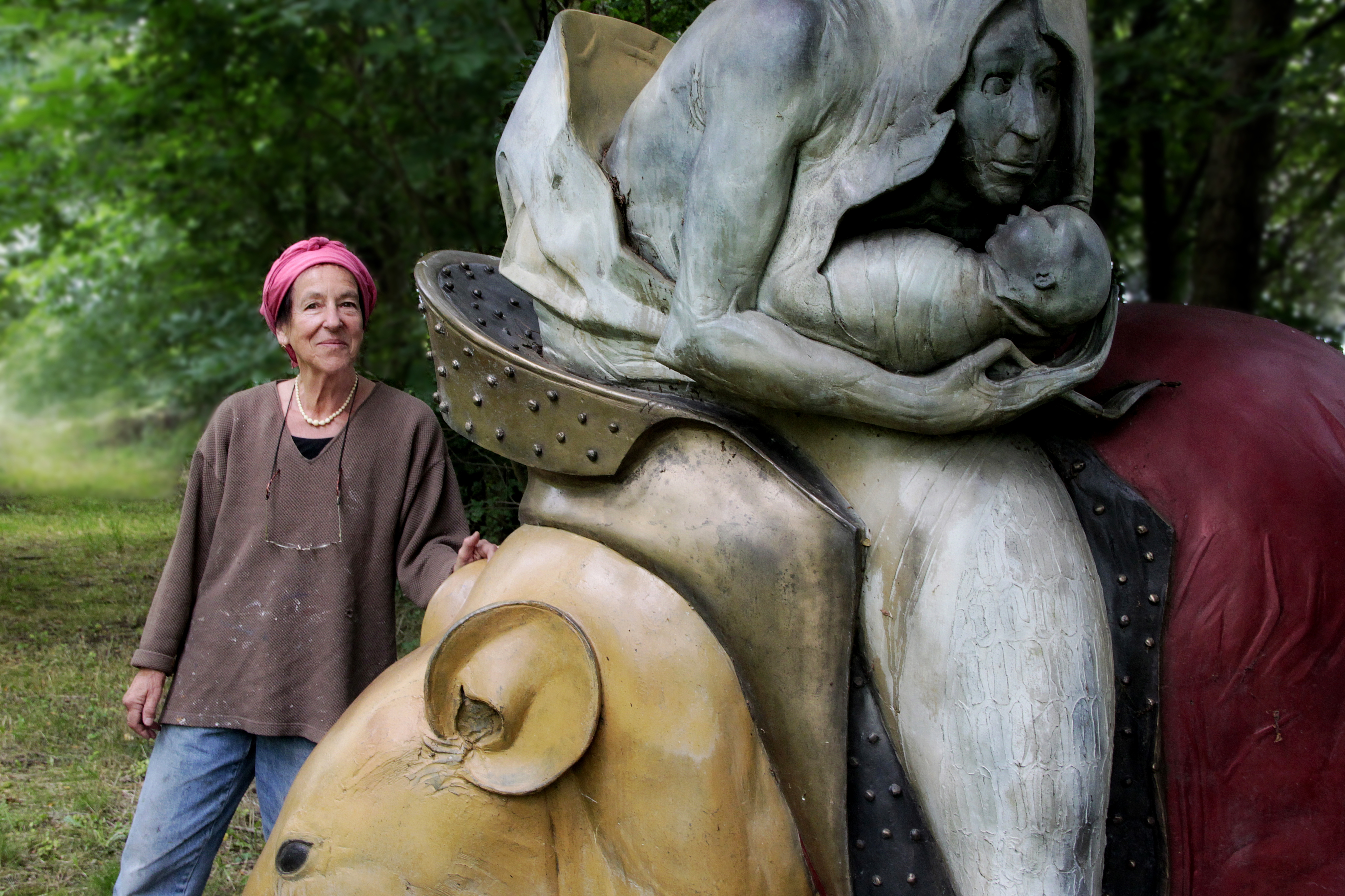
Christa Biederbick (2015)

Christa Biederbick (* 17. Dezember 1940 in Balve, Westfalen) ist eine deutsche Grafikerin und Bildhauerin.

## Leben
Christa Biederbick studierte von 1958 bis 1962 Grafik in den Werkkunstschulen Dortmund und Münster und von 1964 bis 1970 Malerei an der Hochschule der Künste Berlin bei Bachmann. Dort wurde sie 1969 Meisterschülerin.
Christa Biederbick arbeitet seit 1969 als freie Bildhauerin. Im Jahr 1976 wurde sie Mitglied der Gruppe ZEBRA. 1977 wurde ihr ein Stipendium in der Deutschen Akademie Villa Massimo zuerkannt.
Seit 1991 hat sie eine Professur für Bildhauerei an der Johannes Gutenberg-Universität Mainz inne und ist Ordentliches Mitglied der Freien Akademie der Künste in Hamburg.
Sie ist Mitglied des Deutschen Künstlerbundes und des Künstlersonderbundes in Deutschland und seit 1991 Mitglied der Freien Akademie der Künste Hamburg.
Meisterschüler von Christa Biederbick waren Cora Volz, Gisela Eichardt und Birgid Helmy, weitere bekannte Schüler waren Feng Lu (später Meisterschüler von Wolfgang Petrick) und Salah Saouli (später Meisterschüler von Marwan).
Christa Biederbick lebt in Berlin.

## Werke (Auswahl)

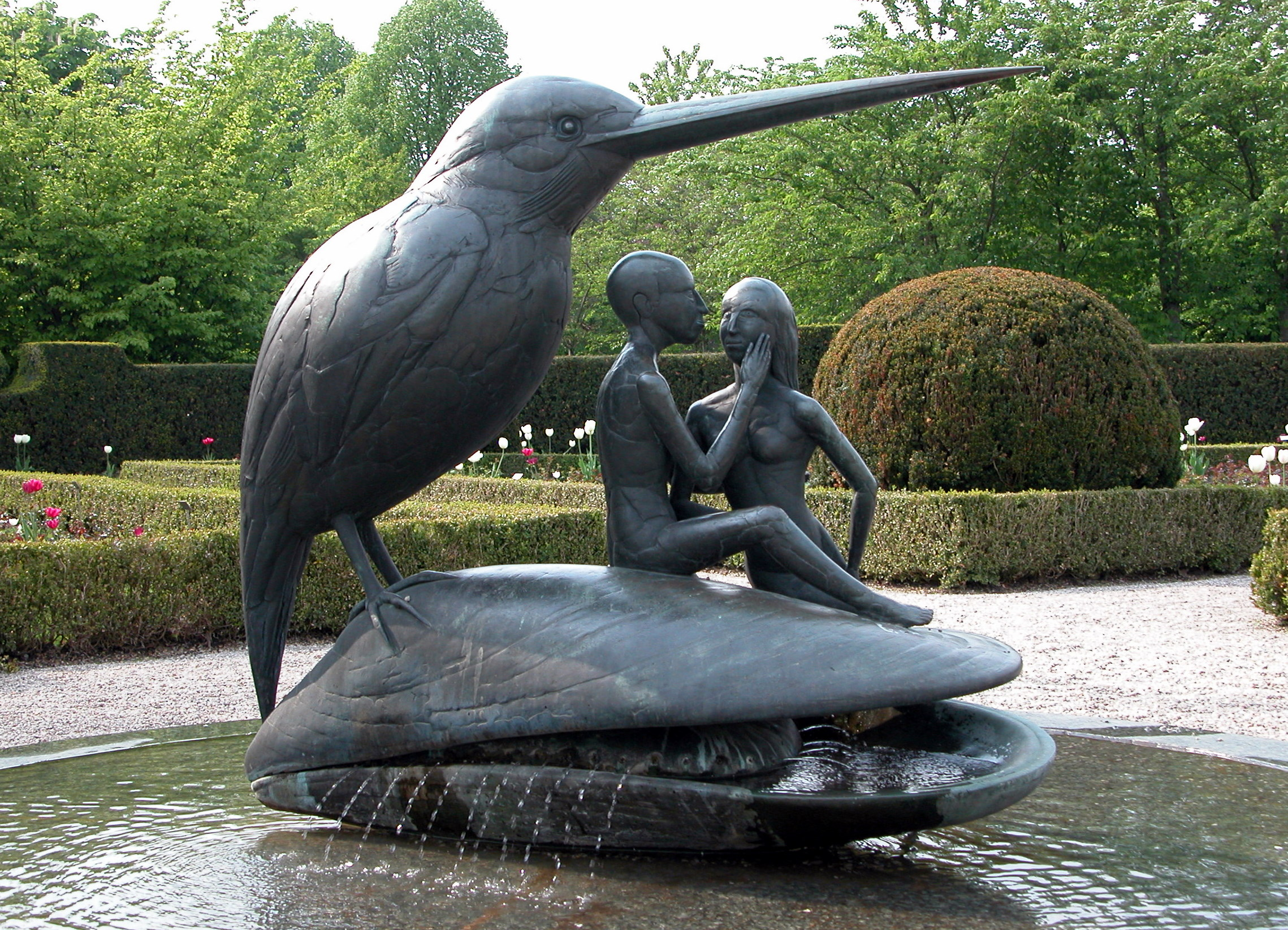
Vogelbrunnen  im Britzer Garten in Berlin
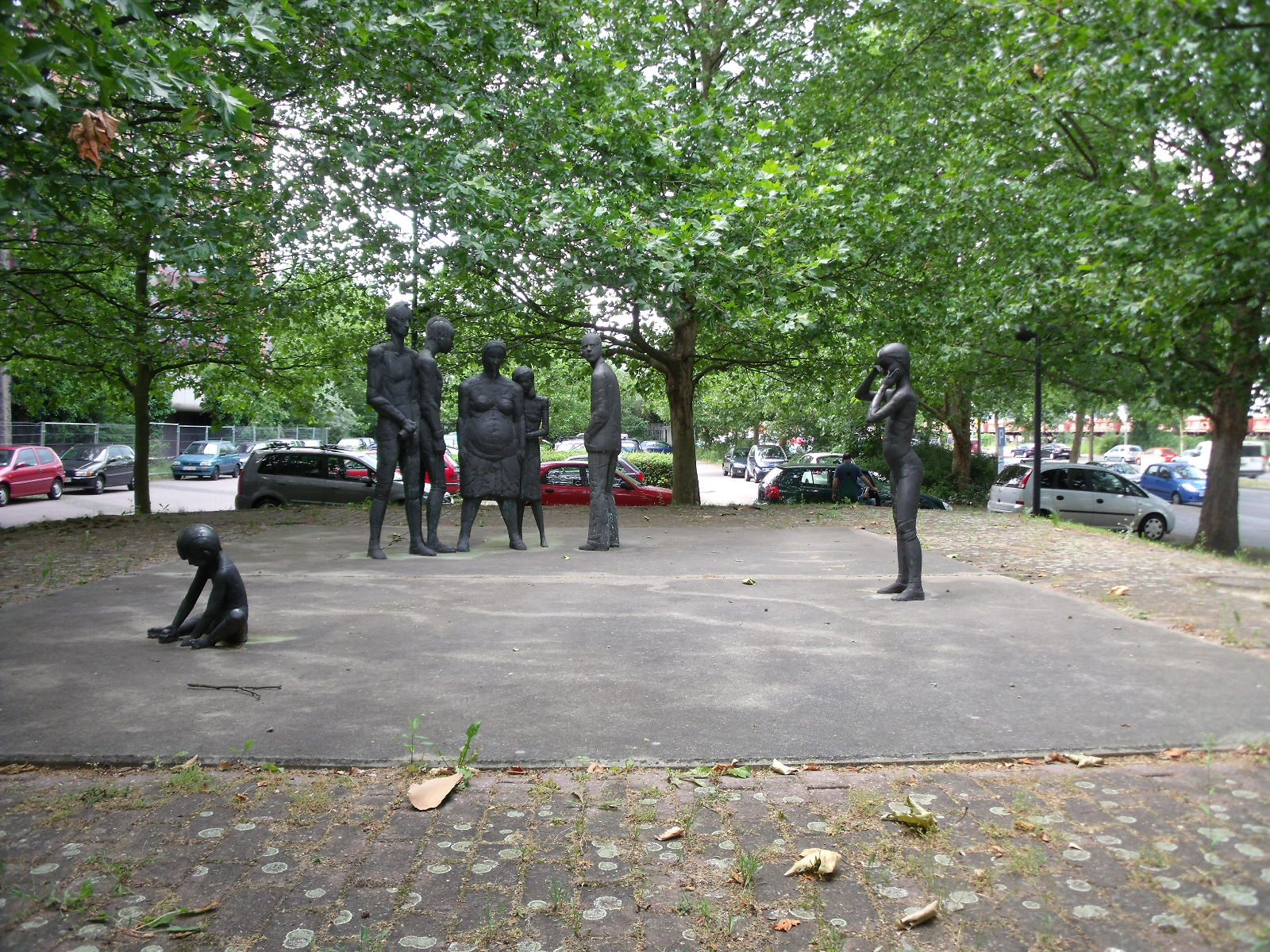
Skulpturengruppe (1984), Charlottenburger Chaussee 75, Berlin-Spandau
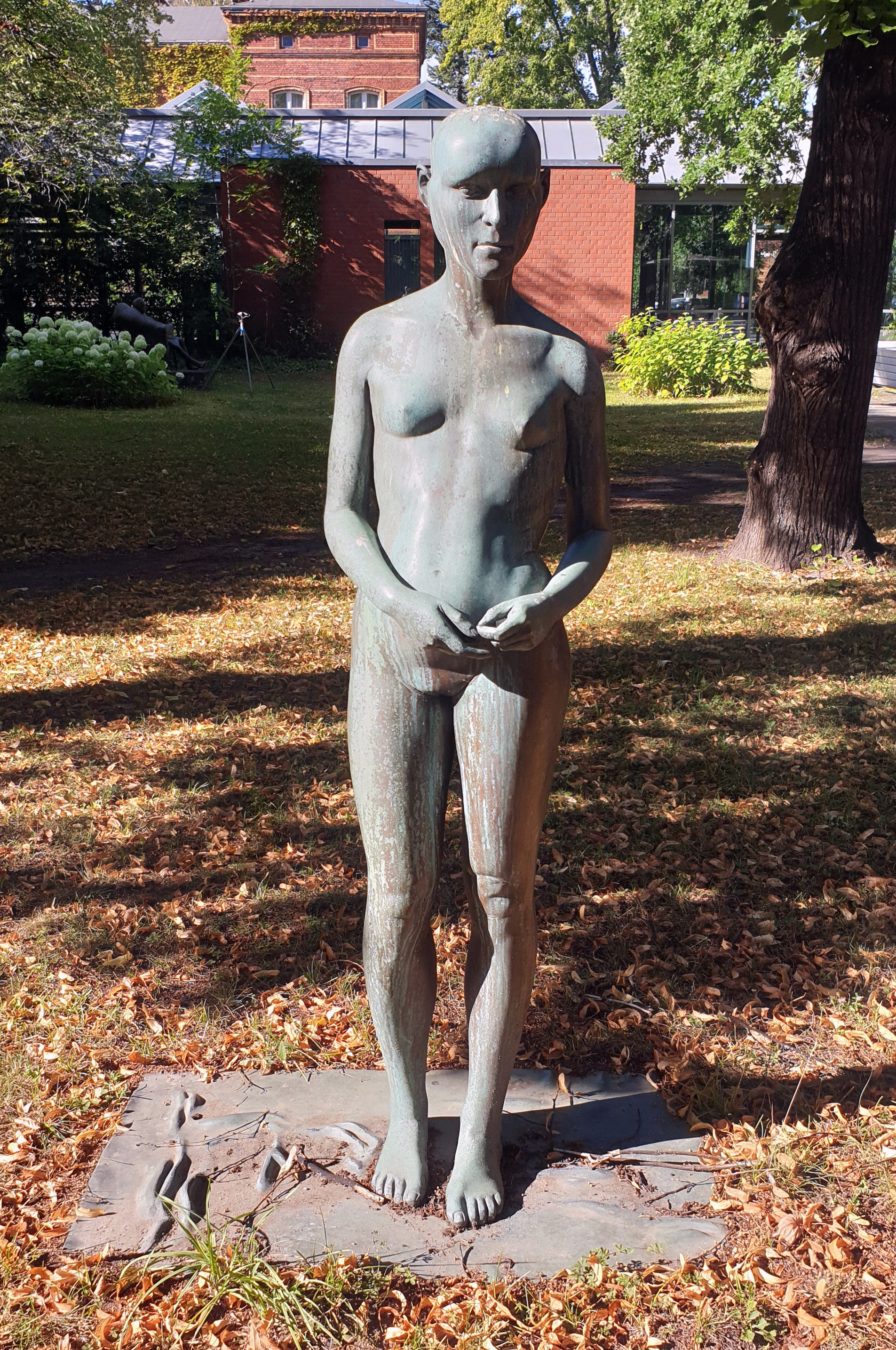
Stehendes Mädchen, Vivantes Wenckebach-Klinikum

## Ausstellungen
- Staatliche Kunsthalle Berlin 1982[2]